# Bouras (Achaïe)
Pour les articles homonymes, voir Bouras.
Bouras (en grec ancien Βοῦρας prononcé Bo-uras, « queue de bœuf ») est une ville du nord du Péloponnèse, en Achaïe, dans la montagne aux pieds du Chelmós mais proche du golfe de Corinthe, sur les rives fleuve Bouraïkos qui se jette dans le golfe Bouraïque.

L'Achaïe antique : Βοῦρα se situe vers le milieu de la carte, au sud d'Ἑλίκη.

Le fleuve et la ville de Sybaris (en Grande Grèce) tirent leur nom d’une source du Bouraïkos et de sa fontaine appelées « Sybaris ». Bouras tient son nom de Boura, fille d’Ion. Bouras est célèbre pour ses oracles d'Héraclès, rendus après avoir adressé des prières obligatoires à une petite statue d’Héraclès dans la grotte Bouraïque, à l’aide de dés à lancer et d’un tableau explicatif selon le résultat. À Bouras, la cléromancie sous sa forme la plus simple était utilisée dans cette grotte : la statuette était placée devant une table avec des os longs (des astragales). Le consultant, après avoir fait sa prière, prenait quatre dés et les jetait sur la table. La signification des coups était inscrite sur un tableau où l’on pouvait lire soi-même la réponse du dieu.
Selon le géographe Pausanias, plusieurs temples se trouvaient à Bouras :
- Un temple dédié à la déesse des mariages, Ilithyie ;
- Un temple dédié à la déesse de l’agriculture et des moissons, Déméter ;
- Un temple dédié à  la messagère des dieux, l’arc-en-ciel, Iris ;
- Un temple commun dédié à Dionysos, dieu de la folie, et Aphrodite, déesse de l’amour.

Bouras était l’une des villes de la Ligue achéenne. Elle fut ruinée, avec Hélice pendant une nuit d’hiver en -373 lors d’un tremblement de terre suivi par un raz-de-marée qui remonta le Bouraïkos et les submergea, et reconstruite par ses habitants, plus loin de la côte.

## Sources et notes
1. ↑  probablement divisée en compartiments
2. ↑  Aristote, Météorologiques II (e) (Livre II, chap. 8, 368 b)